# Siméon de Padolirone
Siméon de Padolirone est un moine de l'Ordre de Saint-Benoît, mort en 1016. 
Ermite arménien qui vécut en solitaire en Palestine. Par la suite, il effectue des pèlerinages à Jérusalem, à Rome, à Compostelle et à Tours. Lors de ses voyages, il réalise des miracles. Ensuite, il s'installe chez les bénédictins de Padolirone en Italie. 
Il est canonisé par Benoît VIII en 1024. On le fête le 26 juillet,.